# Люблянски замък
Любля̀нският за̀мък (на словенски: Ljubljanski grad, на немски: Laibacher Schloss) е средновековен замъчен комплекс и една от главните забележителности на словенската столица. Разположен е върху хълм над центъра на града на 376 метра надморска височина.
Служил първоначално като средновековна крепост, построен е вероятно през XI век и престроен през XII век. Сегашния си вид придобива след почти цялостно престрояване през XV век, а повечето сгради са от XVI и XVII век. Първоначално е отбранителна структура, а от първата половина на XIV век служи за седалище на владетелите на областта Карниола. От началото на XIX век се използва за различни други цели, а в наши дни служи основно като място за провеждане на културни събития.
Замъкът е изобразен на герба на града заедно с кацнал върху него змей.

## История

### Древност
Според археологически проучвания районът на сегашния замък е заселен непрекъснато от 1200 г. пр. Хр., когато са построени първите селища, а по-късно – и укрепления. Върхът на хълма се превръща в крепост вероятно на римската армия, след като са построени укрепления през илирийските и келтските времена.

### Средновековие
Смята се, че първата постройка представлява построено през XI век укрепление от дърво и камък. Най-старото писмено свидетелство на Люблянския замък е изписано върху пергаментовия лист Nomina defunctorum („Имена на починалите“), съхраняващ се в архива на Удинейската катедрала в Италия и датиращ най-вероятно от втората половина на 1161 г. В него се споменава благородникът Рудолф от Тарченто – адвокат на Аквилейската патриаршия, дарил на Патриаршията канон с 20 ферми до Люблянския замък (на латински: Castum Leibach). Според изводите на словенския историк Петър Щих това се случва между 1112 и 1125 г.
До 1144 г. замъкът става собственост на рода Спонхайм. В документ от 1256 г. се споменава като най-важния замък (на латински: castrum capitalis) на владетелите на провинция Карниола. В края на 1270 г. е завладян от бохемския крал Отокар II, след чието поражение през 1278 г. става собственост на Рудолф Хабсбургски.
През XV век е почти напълно разрушен и възстановен с цялостна стена и кули на входа, където е поставен подвижен мост. По това време е построен и параклисът „Свети Георги“. През XVI и XVII век се изграждат постепенно и други обекти. Целта на замъка е да защитава империята срещу османско нашествие, както и срещу селски бунтове.

### Барок
През XVII и XVIII век замъкът се превръща в арсенал. През 1797 г. и 1809 г. Любляна и замъкът са окупирани от френската армия. В периода на Илирийските провинции замъкът се използва като казарма и военна болница. През 1815 г. е отново в собственост на Австрийската империя и е превърнат в затвор до 1895 г. с 20-годишно прекъсване между 1848 и 1868 г. Със същото предназначение е и през Втората световна война. Кулата за наблюдения води началото си от 1848 г., когато се обитава от стража, чието задължение е да стреля с топове, да предупреждава града в случай на пожар или да обявява важни посетители или събития.
Тъй като не е дом на владетел или друга важна благородна личност и поради липсата на необходимост от укрепление в района замъкът започва да губи предназначението си. Разходите за поддръжка са твърде високи и замъкът започва да се руши. През XIX век е преустроен отчасти като затвор и отчасти като военна крепост, което го прави по-малко популярен сред гражданите. Няколко известни личности са били затворени в замъка, например италианският революционер Силвио Пелико, унгарският министър-председател Лайош Батяни и словенският писател Иван Цанкар.
През 1905 г. община Любляна купува замъка за 60 200 австро-унгарски крони по изричното желание на кмета Иван Хрибар, който възнамерява да създаде градски музей в него, но това така и не се случва, затова градът решава да настани бедни семейства в него, сред които е и това на певицата Майда Сепе. Жителите остават там до 1963 г., когато започва подготовката за обновяване на замъка.
Останките от укрепленията на хълма на замъка са преработени през 30-те години на XX век в алея, наречена „Шанце“ и проектирана от словенския архитект Йоже Плечник.

### Съвремие
В края на 60-те години започват обширни ремонтни дейности, траещи над 35 години.
През 1974 г. в близост до него е издигнат паметник от скулптора Стоян Батич, посветен на словенските селски бунтове (по-конкретно този от 1515 г. и хърватския и словенския от 1573 г.).
През 90-те години замъкът започва да се използва като място за сватби и културни събития.
През 2006 г. е построен фуникулер до върха на хълма на замъка, пуснат в действие на 28 декември.

## Галерия
- Изглед към замъка от центъра на Любляна през 2012 г.
- Дворът на Люблянския замък през 2015 г.
- Изглед към двора на замъка от наблюдателната кула през 2019 г.
- Средновековни еркери от южната страна.
- Вътрешността на параклиса „Свети Георги“.
- Гербът на Любляна, изобразяващ замъка и кацналия върху него змей.